# Malden (Massachusetts)
Malden ist eine Stadt im Middlesex County im Bundesstaat der Vereinigten Staaten Massachusetts in den Vereinigten Staaten. Das U.S. Census Bureau hat bei der Volkszählung 2020 eine Einwohnerzahl von 66.263 ermittelt.
2009 wurde Malden zum Best Place to Raise Your Kids gewählt.

## Geografie

### Ausdehnung des Stadtgebiets
Nach Angaben des United States Census Bureau hat die Stadt eine Gesamtausdehnung von 5,1 Quadratmeilen (13,2 km²), davon 5,1 Quadratmeilen (13,1 km²) Land und 0,04 Quadratmeilen (0,1 km²) (0,78 %) Wasser. Im Norden wird die Stadt durch die Klippen der Middlesex Fells begrenzt und durch den Malden River be- und entwässert.

### Nachbargemeinden
Malden wird begrenzt durch Melrose im Norden, Stoneham im Nordwesten, Medford im Westen, Everett im Süden, Revere im Osten und Saugus im Nordosten.

### Stadtgliederung

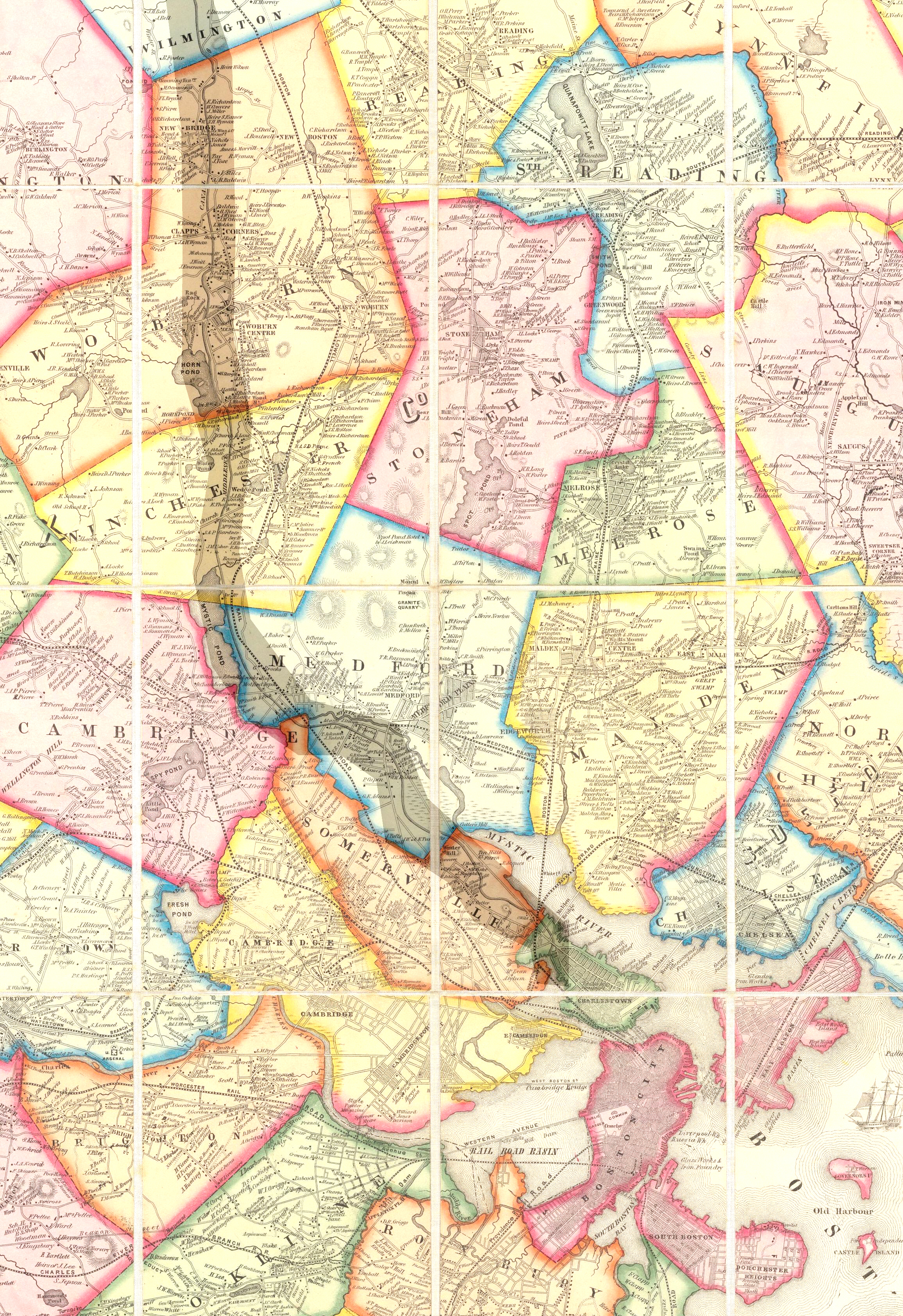
Karte der Umgebung von Boston mit Malden aus dem Jahr 1852

In vielen Gemeinden in Neuengland sind historisch bedingt Stadtteile und Viertel um Straßenkreuzungen und Allmenden herum angesiedelt, die sich bis in die Kolonialzeit und das frühe 19. Jahrhundert zurückdatieren lassen. Viele der Viertel in Malden sind nach dem Platz benannt, um den herum sie sich angesiedelt haben.

#### Faulkner
Das Viertel wird begrenzt durch die Ferry Street im Westen, Everett im Süden, die Dell Street im Osten und die Salem Street im Norden. Zu Kolonialzeiten stand hier unter den Klippen am Bach Harvell, an der Kreuzung zwischen der Cross Street und den alten Gleisen der Boston and Maine Railroad zwischen Eastern Avenue und Salem Street, die Harvell's Mill. Im 19. Jahrhundert wurde die Eisenbahnlinie Saugus Branch entlang des Bachlaufs gebaut und der Bach zu einem Abwasserkanal (Saugus Branch Brook) umgestaltet. In dieser Zeit erblühte die Industrie in dieser Gegend und zog viele Immigrantenfamilien an die Bryant und Cross Street. Das Viertel bekam den Namen Suffolk Square.
Im frühen 20. Jahrhundert wurde der Saugus Bach aufgrund der großen Verschmutzung unterirdisch verlegt. In den 1920er und 1930er Jahren begannen Immigranten aus East Boston und Chelsea sowie aus den nördlichen und westlichen Randbezirken von Boston, sich am Suffolk Square anzusiedeln. Zu dieser Zeit wurde Faulkner durch drei Straßenbahnlinien und zwei Eisenbahnstationen der heutigen MBTA bedient. Davon übrig geblieben ist allein die Buslinie 105 T.
In den 1950er Jahren wanderte der jüdische Teil der Bevölkerung in die nördlichen Vororte ab und die Eisenbahn verlor gemeinsam mit der auf Mühlen basierenden Industrie zunehmend an Bedeutung. Dies hatte zur Folge, dass die meisten Häuser dem Verfall preisgegeben wurden und die Straßen viele geschlossene Geschäfte aufwiesen. Ebenso ambitionierte wie experimentelle Stadterneuerungsprojekte nach dem Vorbild des Bostoner Scolley Square und des West End ebneten den Suffolk Square und große Teile des Viertels ein. Streitigkeiten über Entwicklungsprojekte führten zum Verlust des Geschäftszentrums am Suffolk Square und zum Ersatz der ursprünglichen Gebäude durch sozialen Wohnungsbau für niedrige Einkommen und Senioren.
Für das Viertel waren früher die Schulen Lincoln Elementary, Daniels Elementary und Lincoln Jr High / Middle School sowie die frühere Faulkner school zuständig. Zu Beginn des 21. Jahrhunderts wurde ein kleiner Teil des Bachs Harvell's Brook im Roosevelt Park wieder oberirdisch geführt und teilweise rekonstruiert.

#### West End
Der Stadtteil liegt im Nordwesten der Stadt. Zu ihm gehören das Fellsmere Pond, der Amerige Park und die Beebe School. In dieser Gegend ereignete sich der Fells Acre Incident.

#### Edgeworth
Der Stadtteil stellt den südwestlichen Teil von Malden dar. In ihm liegen der Devir Park, Pearl St. Park und der Callahan Park ebenso wie das Football-Stadion (McDonald Stadium) der Stadt.

#### Ferryway
Ferryway ist der südliche Teil der Stadt. Dort liegen die Ferryway School und der Newman Park.

#### Forestdale
Forestdale ist der nördliche Teil der Stadt. Dort liegen die Forestdale School und der Forestdale Park, ebenso wie der größte Park der Stadt Pine Banks Park und der größte Friedhof Forest Dale Cemetery. Teile der Forest Street folgen einem alten Indianerpfad.

#### Linden
Linden liegt im Südosten der Stadt und beinhaltet praktisch alles östlich des Broadway bzw. der Route 99. Darunter befinden sich die Linden School, das Gebiet Hunting Field sowie der Apartment-Komplex Granada Highlands. Bis zum späten 19. Jahrhundert waren große Teile dieses Gebietes Sumpf, der nach und nach für den Häuserbau trockengelegt wurde. Noch heute werden alte Glasflaschen und andere Gegenstände im Boden gefunden. Hunting Field war früher ein großer Park mit öffentlichen Gärten und Brunnen, wurde aber in den späten 1940er Jahren durch den Bau eingezäunter Häuser für Kriegsveteranen und durch den Bau der Linden School 1953 vollständig überbaut. Einige der letzten Überbleibsel des ehemaligen Parks sind der ehemalige Eingang, die heutige No-Name Street, eine große Eiche und wenige Steinmauern.

#### Maplewood
Der Stadtteil liegt etwa 1 Meile östlich vom Malden Square, von wo die Salem Street oder die Rote 60 direkt zum Maplewood Square führen. Maplewood umfasst die Viertel South Broadway, Maplewood Highlands (eine hügelige Gegend im Nordosten) und Maplewood Lowlands, das bevölkerungsreichste Viertel, in dem sich auch der Maplewood Square befindet.
Maplewood ist durch eine Vielzahl öffentlicher Buslinien mit der Orange Line der MBTA verbunden. Die Reisezeit von Maplewood nach Boston beträgt mit öffentlichen Verkehrsmitteln gut 30 Minuten – der Maplewood Square ist 8 km von downtown Boston entfernt. Direkt an diesem zentralen Platz gibt es mehrere Geschäfte und auch eine Tankstelle.
Darüber hinaus gibt es im Stadtteil katholische, baptistische, methodistische und lutheranische Gemeinden sowie einen jüdischen Tempel. Am Ende der Maplewood Street befinden sich die Mystic Valley Regional Charter School und die Malden Catholic High School.
Die Häuser im Stadtteil rangieren von modernen, neu errichteten Einfamilienhäusern bis zu über einhundert Jahre alten Häusern, die über die Jahre gepflegt und instand gehalten wurden. Daneben gibt es auch einige Apartment-Komplexe wie zum Beispiel die Cliffside Apartments am Broadway.
Es gibt drei öffentliche Parkanlagen: Den Roosevelt Park, den South Broadway Park und den Trafton Park. Letzterer wurde kürzlich renoviert und bietet nun Tennisplätze sowie die Möglichkeit, Hunde ohne Leinenzwang frei laufen zu lassen.

#### Bellrock
Bellrock ist der südwestliche Teil der Stadt, begrenzt durch die Main Street im Osten, die Charles Street im Norden, den Malden River im Westen und die Grenze zu Everett im Süden. In diesem Viertel liegen der Bellrock Memorial Park und der Friedhof Bell Rock Cemetery, dessen Gräber bis in das Jahr 1670 zurückdatiert werden.

## Geschichte

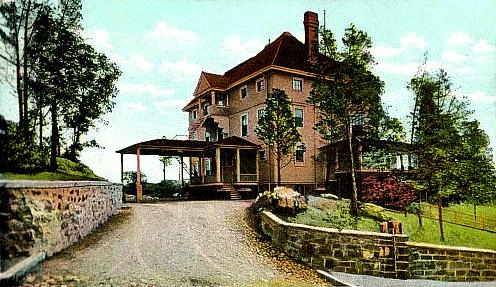
Der Kernwood Club im Jahr 1910

Malden liegt in einer hügeligen Baumlandschaft nördlich des Mystic River und wurde 1640 von Puritanern gegründet, nachdem sie das Land 1629 vom Stamm der Pennacook gekauft hatten. Die Gegend wurde ursprünglich Mistick Side genannt und war ein Teil von Charlestown. Malden erhielt 1882 eigene Stadtrechte. Der Name der Stadt geht auf Maldon, Essex in England zurück und wurde von dem frühen Siedler und Landbesitzer Joseph Hills ausgesucht. Ursprünglich zählten auch die heutigen Städte Melrose (bis 1850) und Everett (bis 1870) zum Stadtgebiet von Malden.
Zur Zeit der Amerikanischen Revolution betrug die Bevölkerung etwa 1000 Personen. Die Stadt war bereits früh dafür bekannt, dass ihre Einwohner gegen die Unterdrückung durch die Briten aufbegehrten. So stellten sie etwa 1770 den Konsum von Tee ein, um gegen den Revenue Act von 1766 zu protestieren, der durch die britische Regierung als Reaktion auf Proteste gegen den zuvor erlassenen Sugar Act in Kraft gesetzt wurde. Malden wird zugeschrieben, als erste Stadt eine Petition an die Kolonialregierung zur Loslösung vom British Empire unterzeichnet zu haben.
Die Malden High School betreibt gemeinsam mit der High School in Medford das zweitälteste Football-Team in den USA; das erste Thanksgiving Day Game datiert bis 1889 zurück.
In Malden gibt es eine Vielzahl historischer Kirchengebäude. Ebenso wurden in der Stadt viele bekannte Musiker und Schauspieler geboren. Als Massachusetts als erster Bundesstaat der USA die gleichgeschlechtliche Ehe erlaubte, wurde die erste Ehe dieser Art in den USA in Malden geschlossen: Am 17. Mai 2004 um 9:15 Uhr.

### Einwohnerentwicklung
Auf der Basis der Volkszählung aus dem Jahr 2000 gab es in Malden 56.340 Einwohner verteilt auf 23.009 Haushalte und 13.575 Familien. Die Bevölkerungsdichte betrug 11.102,9 Einwohner pro Quadratkilometer. Es gab 23.634 Wohneinheiten mit einer Baudichte von 1.799,8 Einheiten pro Quadratkilometer.
Die Bevölkerung der Stadt setzte sich wie folgt zusammen: 72,09 % Weiße, 8,15 % Afroamerikaner, 0,14 % Indigene Amerikaner, 13,99 % Asiaten, 0,06 % Pacific Islander, 2,10 % andere Rassen und 3,46 % zwei oder mehr Rassen. Hispanics und Latinos machten 4,79 % der Bevölkerung aus.
25,4 % der Haushalte hatten Kinder unter 18 Jahre, 42,8 % waren verheiratete Paare, 12,3 % der Haushalte wurden von allein stehenden Frauen geführt und 41,0 % der Haushalte wurden nicht als Familie klassifiziert. In 32,2 % der Haushalte lebten Singles, 11,5 % waren alleinstehende Senioren über 65 Jahre. Die durchschnittliche Größe der Haushalte betrug 2,42 Personen, die durchschnittliche Familiengröße betrug 3,13 Personen. Auf 100 Frauen über 18 Jahre kamen 90 Männer.
Das mittlere Haushaltseinkommen betrug 45.654 US-Dollar, das mittlere Familieneinkommen lag bei 55.557 Dollar. Männer hatten ein durchschnittliches Einkommen in Höhe von 37.741 Dollar gegenüber 31.157 Dollar bei Frauen. Das Pro-Kopf-Einkommen betrug 22.004 Dollar. Etwa 6,6 % der Familien und 9,2 % der Stadtbevölkerung lebten unterhalb der Armutsgrenze, davon 11,6 % im Alter unter 18 Jahren und 10,2 % älter als 65 Jahre.

## Kultur und Sehenswürdigkeiten

### Malden Arts
Malden Arts ist eine Basisorganisation, die als Rahmenverbund für verschiedene künstlerische und kulturelle Initiativen und Projekte in Malden dient. Unter anderem werden Künstler, die in Malden leben oder arbeiten, in eine Gemeinschaft integriert und die Wiederbelebung und Stärkung von Malden durch die Bildung von Beziehungen innerhalb der Gemeinschaft unterstützt. Malden Arts wurde 2006 von ortsansässigen Künstlern gegründet. Ihr erstes Projekt nannten sie Window Arts Malden, das die Schaufenster lokaler Geschäfte in Galerien zur Ausstellung der Werke örtlicher Künstler umfunktionierte.

### Parks

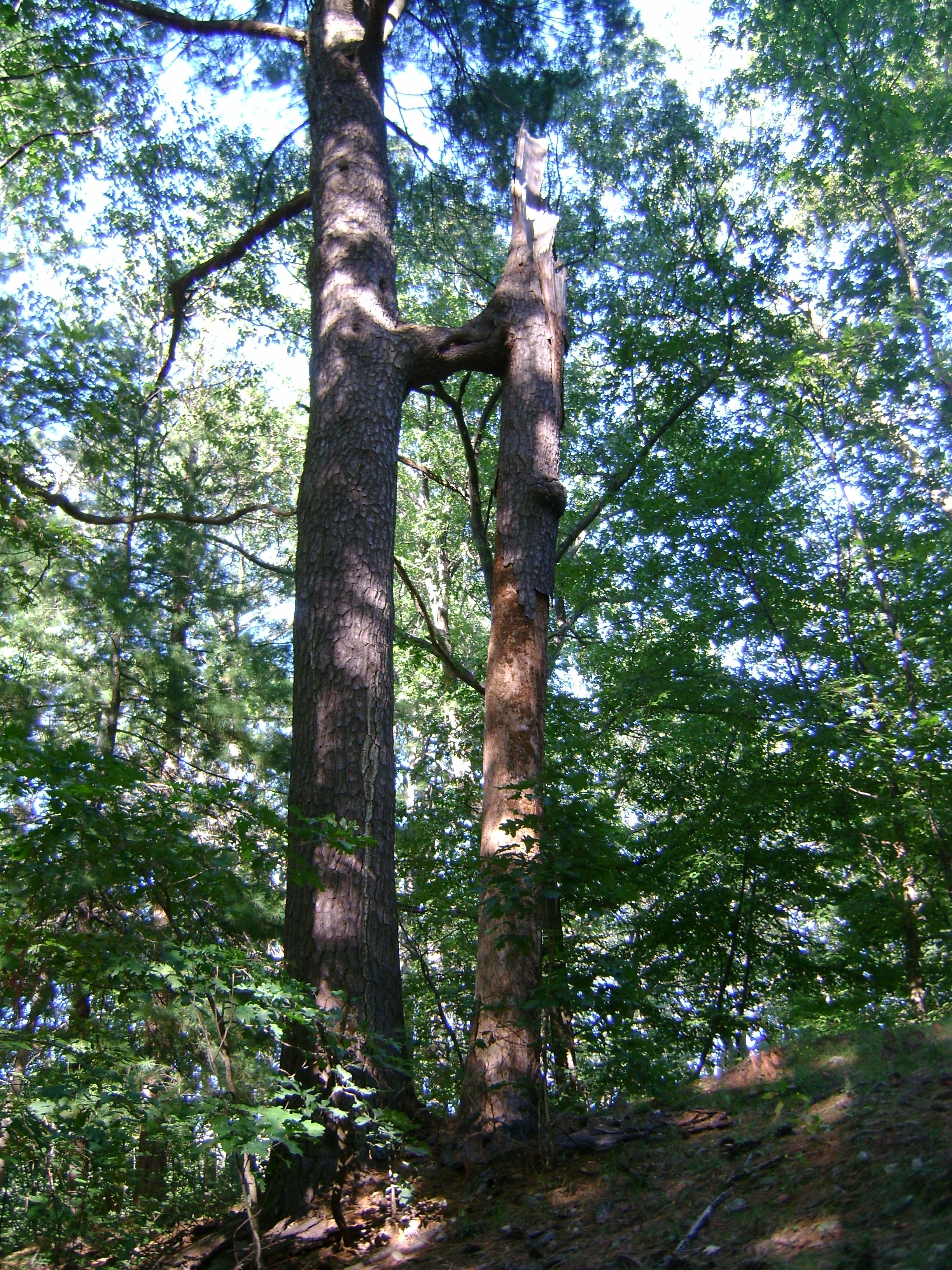
Zwei miteinander verwachsene Bäume im Pine Banks Park

Etwa 30 Parkanlagen sind über das Stadtgebiet verteilt und bieten eine große Vielfalt an Erholungseinrichtungen. Dazu gehören ein 23 ha großer Anteil am Middlesex Fells Reservation, das 10 ha große Fellsmere Pond sowie der Pine Banks Park, der gemeinsam mit der Stadt Melrose betrieben wird.

#### Roosevelt Park
Der Roosevelt Park (Koordinaten) war ein großer öffentlicher Park im Stadtteil Faulkner mit drei Baseballfeldern, offenem Gelände für American Football, einem Basketball-Platz, einem Spielplatz sowie einer alten Turnhalle, die jedoch bereits vor der Schließung des gesamten Parks geschlossen wurde. Der Park war zugleich bis zur Fertigstellung ihres eigenen Stadions im Jahr 1988 die Heimat des American-Football-Programms der Malden Catholic High School. Mitte der 1990er Jahre kündigte Malden Pläne zum Neubau aller öffentlichen Grundschulen und Kindergärten in der Stadt an. Die Fläche des Roosevelt Parks wurde als neuer Standort für eine neue Schule ausgewählt, die alle Altersklassen vom Kindergarten bis zu 14 Jahren (Eighth grade) abdeckt. Der Park wurde 1998 offiziell geschlossen, der Bau des Schulkomplexes begann im selben Jahr. 1999 eröffnete schließlich die Salemwood Elementary School auf dem ehemaligen Gelände des Roosevelt Park.

#### Pine Banks Park
Das Gelände des Parks liegt im Stadtteil Forestdale bei diesen Koordinaten und gehört zum Teil zu Melrose. Der Park wurde von der früheren Maldener Bürgermeisterin Elisha S. Converse gestiftet, um „für immer als öffentlicher Park“ genutzt zu werden. Die Vereinbarung beinhaltet, dass beide beteiligten Gemeinden in Bezug auf das Parkgelände gleiche Anteile an Besitz, Verantwortung und Macht haben, was bis heute Gültigkeit besitzt. Es gibt ein eigenes Kuratorium (Board of Trustees) für die Verwaltung des Parks, das paritätisch mit Vertretern beider Städte besetzt ist. Das Gelände war ursprünglich durch das Volk der Wampanoag besiedelt.
Die Struktur und das Gelände des Parks wurde vor Millionen von Jahren durch heute inaktive Vulkane und zahlreiche Erdbeben geformt. Aus diesem Grund gibt es im gesamten Park felsige Klippen und sogar eine Verwerfungslinie im südlichen Teil. Darüber hinaus formten vor einigen Tausend Jahren sich zurückziehende Gletscher einen Esker, der als erhöhter Pfad im Park zu sehen ist.
Das größte Kliff besteht aus solidem Fels, ist 40 bis 50 Fuß (12 bis 15 m) hoch und formt den Mount Ephraim, der den gesamten Park überragt. Dies ist damit der höchste, aber nicht der einzige erhöhte Punkt im Park. Es gibt südlich des Felsens ein seichtes Becken, an dem aufgrund des sumpfigen Ufers viele Frösche, Schnecken und Schildkröten leben. Fische sind jedoch eher unwahrscheinlich.
Der Park wird für vielfältige Freizeitaktivitäten genutzt. Es gibt Kinderspielplätze, überdachte Picknick-Plätze und auch Grillplätze, die vielfach für Geburtstagsfeiern genutzt werden und daher Reservierungen erforderlich machen. Im Norden des Parks gibt es fünf Softball-Felder, ein Baseballfeld und ein Football-Feld. Die Beleuchtung reicht aus, um auch in der Nacht Spiele zu ermöglichen. Der Park bot früher auch einen Golfplatz und einen Zoo, aber beide Einrichtungen wurden im Laufe der Zeit geschlossen und entfernt.
Auf dem Gelände des Parks sind auch der Mystic River Rugby Club (Rugby Union) und die Boston Thirteens (Rugby League) beheimatet.

#### Bellrock Memorial Park
Das Gelände ist ein historischer Park und befindet sich zwischen den Straßen Main, Wigglesworth, Meridan, und Ellis (Koordinaten). Im Westen des Parks befanden sich die beiden ersten Versammlungshäuser der Stadt (1649–1658 und 1660–1730). Es gibt auch eine Statue von Bela Pratt namens "The Flag Defenders" zum Gedenken an den Amerikanischen Bürgerkrieg sowie eine Gedenkstätte an den Zweiten Weltkrieg. Der Park wurde 1910 von Frederick Law Olmsted, Jr. angelegt und 2001 in das National Register of Historic Places aufgenommen.

### Sport
Es gibt eine Vielzahl an Tennis-, Basketball- und Kinderspielplätzen. Weitere Freizeitmöglichkeiten bieten eine 400 m lange Kunststoff-Laufbahn am McDonald Stadium sowie eine 2.800 m² große Sporthalle.

## Wirtschaft und Infrastruktur

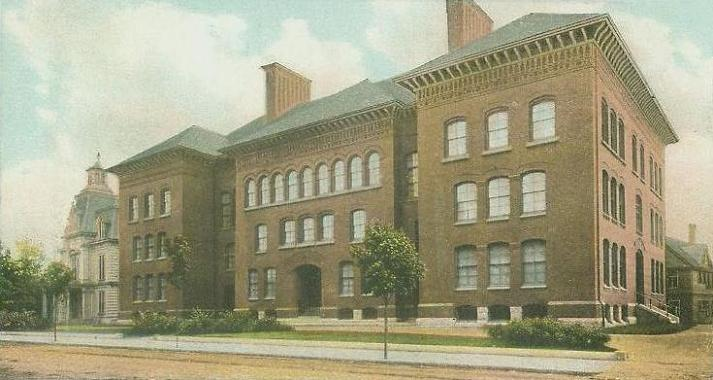
Malden High School, ca. 1906

### Verkehr

#### Highways
Die Route 28, Route 60, Route 99 und U.S. 1 verlaufen durch Malden. Route 16 und die Interstate 93 befinden sich in unmittelbarer Nähe außerhalb der Stadtgrenzen.

#### Schienenverkehr
Malden ist über die Haltestellen Malden Center und Oak Grove durch die Orange Line U-Bahn sowie durch den oberirdischen Schienenverkehr der MBTA an die Innenstadt von Boston angebunden.
Durch die Mitte der Stadt verläuft ein großer Teil der alten Boston and Maine "Saugus Branch" Railroad, deren Strecke ebenfalls im Besitz der MBTA ist, jedoch in den späten 1990er Jahren stillgelegt wurde. Es existieren Pläne zur Erstellung eines Radwegs entlang des Schienenstrangs, allerdings kommt die Umsetzung aufgrund eines Mangels an Finanzmitteln und geographischen Hindernissen wie eingezäunten Gebieten im Streckenverlauf nur langsam voran.

#### Busverbindungen
Die MBTA unterhält Busverbindungen zu allen benachbarten Städten und Gemeinden.

#### Flugverbindungen
Der Bostoner Logan International Airport ist von Malden aus schnell und einfach zu erreichen.

### Öffentliche Einrichtungen
- Converse Memorial Library

### Bildung
Malden verfügt über sechs öffentliche Elementary Schools bzw. Middle Schools (Linden School, Beebe School, Forestdale School, Salemwood School, Mystic Valley Regional Charter School und Ferryway School), eine öffentliche Highschool sowie eine katholische High School und eine öffentliche Vorschule.

## Persönlichkeiten

### Söhne und Töchter der Stadt
- Timothy Dexter (1747–1806), Geschäftsmann
- Adoniram Judson (1788–1850), baptistischer Missionar in Burma
- George Loring Brown (1814–1889), Maler
- Elisha S. Converse (1820–1904), Erster Bürgermeister der Stadt, Geschäftsmann, Gründer und Präsident der Boston Rubber Shoe Company, Philanthrop
- George R. Carey (1851–1906), Ingenieur, Landvermesser, Erfinder eines frühen TV-Systems
- Edmund Noble (1853–1937), Autor und Journalist des Boston Herald
- Ellis F. Lawrence (1879–1946), Architekt
- Edna May Oliver (1883–1942), Schauspielerin
- Freeman Tilden (1883–1980), Reporter und Autor
- Erle Stanley Gardner (1889–1970), Anwalt, Autor von Perry Mason
- Elliot Paul (1891–1958), Autor und Journalist
- Wally Brown (1904–1961), Schauspieler
- Steve Broidy (1905–1991), Filmproduzent
- Jack Albertson (1907–1981), Schauspieler und Gewinner des Academy Award, Emmy Award sowie des Tony Award, Comedian, Tänzer, Sänger, Musiker
- Anne Nagel (1915–1966), Schauspielerin
- Harold Gomberg (1916–1985), Erster Oboist der New Yorker Philharmoniker von 1943 bis 1977
- Mike Road (1918–2013), Schauspieler
- Joe Viola (1920–2001), Jazzsaxophonist und -oboist
- Ida Wyman (1926–2019), Fotografin
- Ed Ames (1927–2023), Sänger und Schauspieler
- Barbara Margolis (1929–2009), Anwältin für die Rechte von Gefangenen[12]
- Willis Hunt (* 1932), Senior federal judge für den Northern District of Georgia
- Richard Rodenheiser (* 1932), gewann 1956 und 1960 mit dem olympischen Eishockeyteam der USA Silber und Gold
- Frank Stella (1936–2024), Maler und Grafiker
- Kenneth I. Gross (1938–2017), Mathematiker
- Lawrence Palmer (* 1938), Eishockeyspieler
- Norman Greenbaum (* 1942), Sänger und Songschreiber
- Fred A. Leuchter (* 1943), Holocaustleugner und Hauptgegenstand der Dokumentation Mr. Death von Errol Morris
- Ed Markey (* 1946), Mitglied der Demokratischen Partei im Repräsentantenhaus der Vereinigten Staaten seit 1976, repräsentiert den 7. Distrikt von Massachusetts.
- Johnny A. (* 1952), Musiker
- Stu Goldberg, eigentlich Stuart Goldberg (* 1954), Jazzmusiker und Filmkomponist
- Patrick O’Hearn (* 1954), Filmeditor und Animator
- Dan Ross (1957–2006), Spieler der NFL für die Cincinnati Bengals, Seattle Seahawks und die Green Bay Packers[13]
- Mark Morrisroe (1959–1989), Fotograf
- Gary Cherone (* 1961), Rocksänger von Extreme und Van Halen
- Toni Kelner (* 1961), Autorin von Mystery-Romanen
- Keith Knight (* 1966), Cartoonzeichner, Hip-Hop-Künstler
- Gary DiSarcina (* 1967), Spieler der Major League Baseball
- Dana Rosenblatt (* 1972), Profi-Boxer
- Kevin McGlinchy (* 1977), professioneller Baseballspieler bei den Atlanta Braves von 1999 bis 2000
- Jenny Kirlin (* 1980), Schauspielerin
- Steven Daniel Langton (* 1984), Bobsportler
- Breno Giacomini (* 1985), professioneller Footballspieler bei den Green Bay Packers
- Blidi Wreh-Wilson (* 1989), Footballspieler
- Will Sawin (* 1993), Mathematiker

### Persönlichkeiten, die vor Ort gewirkt haben
- The Ames Brothers, Vokalquartett
- Walter Brennan (1894–1974), Schauspieler und Gewinner des Academy Award
- Wladek Kowalski (1926–2008), auch bekannt als Killer Kowalski – Kanadischer Berufswrestler, trainierte Triple H, Chyna und Kenny Dykstra und besaß und betrieb die Killer Kowalski's Pro Wrestling School in Malden, die bis heute besteht.
- Aafia Siddiqui (* 1972), Neurobiologin und mutmaßliches Mitglied von al-Qaida, verurteilt wegen des versuchten Mordes an US-Soldaten und FBI-Agenten
- John Volpe (1908–1994), ehemaliger Gouverneur von Massachusetts, US-Botschafter in Italien
- Michael Wigglesworth (1631–1705), Puritanischer Minister und Autor[14]

## Sonstiges
- Das Leben im Malden des frühen 20. Jahrhunderts ist Gegenstand der Memoiren Linden on the Saugus Branch von Elliot Paul. Der Name Linden bezieht sich dabei auf den östlichsten Teil von Malden, der an Revere grenzt.
- In der Gegenwartsliteratur ist Malden einer von mehreren Spielorten für den Zombie-Thriller Cell von Stephen King. King hat Malden bereits häufiger in seinen Werken erwähnt, da dort Verwandte von ihm leben bzw. gelebt haben.
- Am Suffolk Square spielt der Roman Sin of Omission von David Evans Katz aus dem Jahr 2003.[15]
- Teile des Romans Without Mercy von Toni Kelner aus dem Jahr 2008 spielen in Malden. Der Protagonist wohnt in einem Appartement in der Nähe des Zentrums und beschreibt die Pearl Street Station und das Town Pizza House.
- Eine unvergessliche Szene eines Waffendeals zu Beginn des Films Die Freunde von Eddie Coyle mit Robert Mitchum aus dem Jahr 1973[16] wurde im Steinbruch und rund um den Steinbrecher des früheren Steinbruchs an der östlichen Stadtgrenze gedreht. Ein Foto aus dieser Szene wurde für die Criterion Collection der DVD des Films als Coverfoto genutzt.
- Teile des Films Monument Ave. mit Denis Leary wurden in Malden gedreht.